# Ejido el Centauro
Ejido el Centauro är en ort i Mexiko.   Den ligger i kommunen Namiquipa och delstaten Chihuahua, i den nordvästra delen av landet, 1 400 km nordväst om huvudstaden Mexico City. Ejido el Centauro ligger 1 914 meter över havet och antalet invånare är 117.
Terrängen runt Ejido el Centauro är platt åt nordväst, men åt sydost är den kuperad. Terrängen runt Ejido el Centauro sluttar norrut. Runt Ejido el Centauro är det mycket glesbefolkat, med 7 invånare per kvadratkilometer. Närmaste större samhälle är Adolfo Ruiz Cortínez, 3,6 km väster om Ejido el Centauro. Omgivningarna runt Ejido el Centauro är i huvudsak ett öppet busklandskap.